# 大头鬼

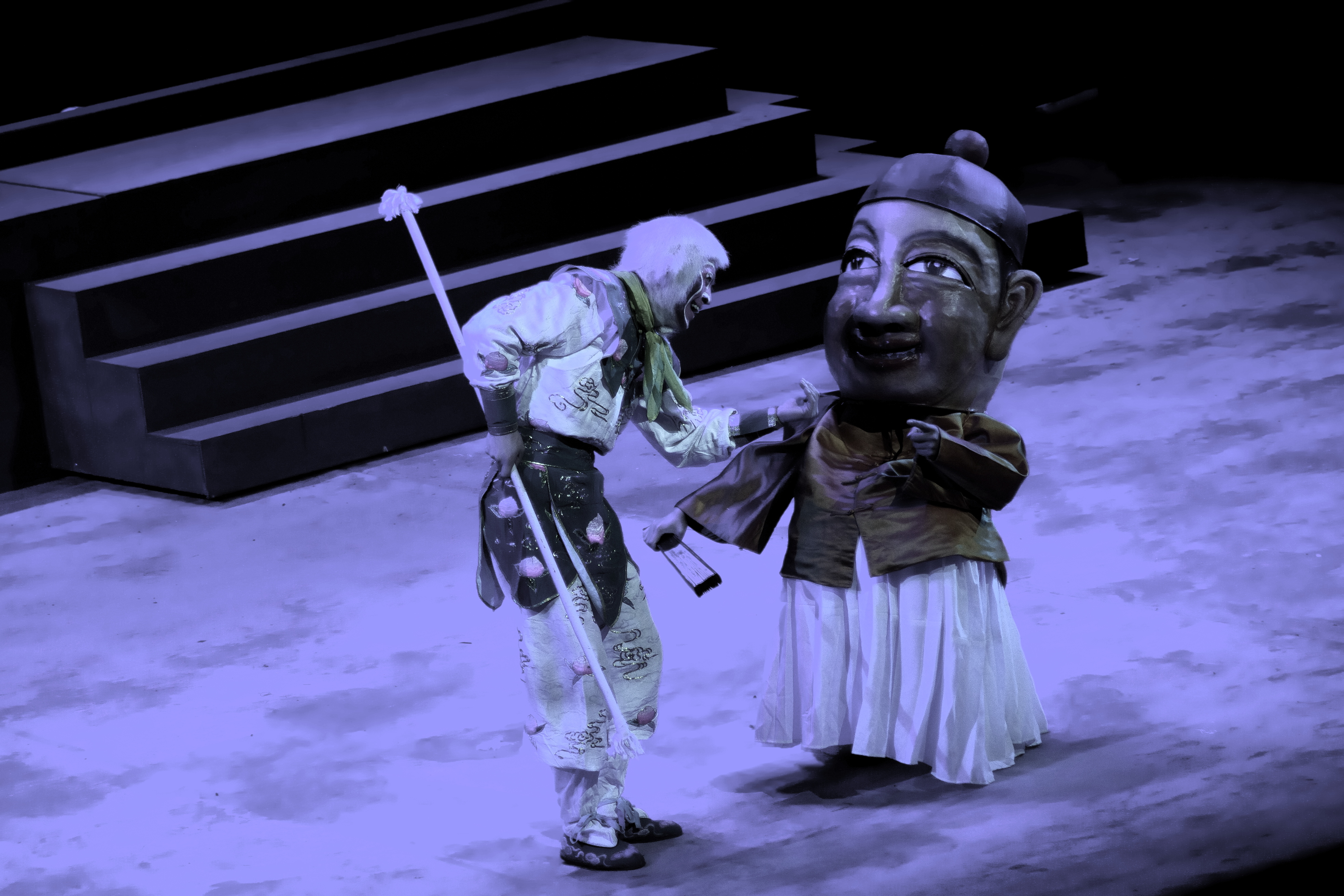
绍剧《孙悟空大闹乾坤》的大头鬼，劉建楊主演

大头鬼，是中国传说的妖怪，是如名字头很大的妖怪。一般出现在道路两旁，但因为头太重就速度比较慢，本身形象源自甲骨文的鬼字。因为甲骨文的鬼字，像一个头是大的田字的头形的人。

## 文献记载和文学
传说有方孝孺夜半读书吓走大头鬼的故事。
在《小豆棚》卷11有言明于谦戏弄大头鬼的故事，
唐钟馗平鬼传也有大头鬼。
在东轩主人《述异记》也有记载有人形但头大如数斗瓮的鬼。
《阅微草堂笔记》也有记载有头比身体大几十倍的鬼，且脸和窗户一样宽。
《眉庐丛话》描述大头鬼头大于五斗，门太小会进不去。见到其的人试官必升迁。
《点石斋画报》则描述大头鬼头大于斗，摇摇摆摆，须眉宛然。颇有大老官模样。

## 文化意义
在上海方言大头鬼也是骂人语，指不吉利的人和事情。在香港、广州等地方言里，大头鬼有阔老、有钱人的意思。
围棋利用冲断、弃子、滚打包收的方法去紧气,使对方的棋形好像一个大脑袋、小身子的人,也叫大头鬼。

## 参看
- 中国妖怪列表